# اوا پرناسته
اوا پرناسته (استونیایی: Eve Pärnaste؛ زادهٔ ۱۹ فوریهٔ ۱۹۵۱) سیاستمدار، روان‌شناس و نماینده سابق مجلس اهل استونی است.